# Per Mertesacker
Per Mertesacker, né le 29 septembre 1984 à Hanovre, est un footballeur international allemand qui évolue au poste de défenseur.
Champion du monde 2014 avec la sélection allemande, il participe également à la Coupe du monde en 2006 et 2010 ainsi qu'au Championnat d'Europe en 2008 et 2012.

## Biographie

### Hanovre 96
Formé à Hanovre 96, Per Mertesacker connaît des débuts difficiles dans le football. Considéré comme pas assez doué pour le football, il songe à arrêter avant d'être convaincu par son père Stefan, entraîneur des jeunes à Hanovre, de persévérer. Il débute en équipe première le 1er novembre 2003 contre Cologne alors qu'il n'a que 18 ans. Il se casse le nez lors de son premier match professionnel l'obligeant à sortir au bout de 46 minutes de jeu. Il attendra quatre mois avant de rejouer son deuxième match professionnel. Néanmoins, il s'impose au poste de défenseur central et devient rapidement l'un des espoirs les plus en vue en Bundesliga. Il se forge notamment une réputation de joueur « propre » qui ne commet pas de fautes: lors des 74 matchs qu'il disputera en Bundesliga avec Hanovre 96, il ne recevra que deux cartons jaunes.
Début octobre 2004, il est appelé en sélection nationale par Jürgen Klinsmann et honore sa première sélection le 9 de ce mois face l'Iran (victoire 2-0), devenant ainsi l'un des plus jeunes joueurs à débuter sous le maillot de la Mannschaft. Sa progression est fulgurante puisqu'il s'y impose très vite en tant que titulaire au poste de défenseur central en sélection au côté de Robert Huth. Après 82 matches, huit buts et seulement trois cartons jaunes, il est transféré en 2006 juste après la Coupe du monde 2006 au Werder Brême pour la somme de cinq millions d'euros.

### Werder Brême
Mertesacker passe six saisons sous les couleurs du club de la cité hanséatique. Il dispute 147 matchs de championnat et marque 12 buts.
En 2007, le Werder Brême termine à la troisième place du championnat et à la seconde place en 2008. Mertesacker n'impressionne pas les observateurs, notamment le magazine Kicker qui lui attribue régulièrement des notes moyennes.
Mais, de retour de l'Euro 2008, Per Mertesacker manque le début de saison 2008-2009 à cause d'une blessure au genou. Si le parcours du Werder est contrasté en championnat (le club finira 10e du championnat), il brille néanmoins en coupes, remportant la Coupe d'Allemagne contre le Bayer Leverkusen et disputant la finale de la Coupe UEFA, qui est remportée par le Chakhtar Donetsk. Mertesacker est l'un des grands artisans du parcours de son équipe mais ne dispute aucune des deux finales à cause d'une blessure à la cheville.

### Arsenal
Le 31 août 2011, Mertesacker signe en faveur d'Arsenal, la durée du contrat et le montant du transfert n'étant officiellement pas révélés. Il hérite du numéro 4, laissé vacant après le départ de Cesc Fàbregas vers le FC Barcelone. Il prend part à son premier match de Premier League le 10 septembre suivant en étant titularisé par Arsène Wenger lors du match comptant pour la 4e journée face à Swansea City (victoire 1-0).
Le 11 février 2012, Mertesacker est victime d'une déchirure à une cheville lors de la victoire (2-1) des Gunners face à Sunderland. Cette blessure conclut une saison très décevante. En effet, opéré des ligaments quelques jours plus tard, Arsène Wenger annonce dans un premier temps que le défenseur allemand sera éloigné des terrains « sur le long terme » avant de déclarer un mois plus tard qu'il ne rejouera pas de la saison.
Le 18 août 2012, il réapparait sous les couleurs d'Arsenal lors de la première journée de Premier League face à Sunderland (0-0).
Mertesacker marque son premier but sous les couleurs des Gunners à l'occasion du match comptant pour la 12e journée de Premier League face à Tottenham Hotspur le 17 novembre 2012 (victoire 5-2).
Après une saison pleine durant laquelle il est titulaire à 33 reprises en Premier League et des prestations solides et à la hauteur de ce qui était attendu de lui lors de sa signature, Mertesacker se présente en tant que capitaine des gunners lors du début de saison 2013/2014. Cela fait suite aux blessures de Mikel Arteta et Thomas Vermaelen, respectivement capitaine et vice capitaine. Pendant cette période, il se montre rassurant et s'affirme comme le patron de la défense aux côtés de Laurent Koscielny, lui aussi très performant.
Le 30 mai 2015, il marque le troisième but de la rencontre en finale de la FA Cup contre Aston Villa (victoire pour Arsenal 4-0 contre).
Le 13 mai 2018, après le match face à Huddersfield, il met un terme à sa carrière.

### En sélection
Per Mertesacker honore sa première sélection à l'âge de 20 ans, le 9 octobre 2004 en entrant à la 81e minute lors d'un match amical contre l'Iran (victoire 2-0) à l'âge de 20 ans. Dès le match suivant contre le Cameroun, il est titularisé aux côtés d'un autre jeune Robert Huth, qui n'en est qu'à sa quatrième sélection. Il s'installera dès lors comme titulaire dans la sélection de Jürgen Klinsmann. En 2005, il participe à la Coupe des confédérations et profite d'un match contre l'Australie pour marquer son premier but international (victoire 4-3). Néanmoins, la défense qu'il forme avec Robert Huth est loin d'être convaincante aux yeux des médias,.
En 2006, il participe à la Coupe du monde en évoluant en défense centrale aux côtés de Christoph Metzelder. L'équipe d'Allemagne échoue en demi-finale contre l'Italie (0-2 après prolongation). Blessé, il ne joue pas le match pour la troisième place, remporté (3-1) contre le Portugal. L'association entre Mertesacker et Metzelder qui avait bien fonctionné lors de la Coupe du monde 2006 est en revanche beaucoup plus critiquée lors de l'Euro 2008. Leur manque de mobilité et leur positionnement approximatif sont montrés du doigt durant toute la compétition malgré le bon parcours de la Mannschaft qui échoue en finale contre l'Espagne (0-1).
En 2010, il est retenu par Joachim Löw dans la sélection allemande appelée à disputer la Coupe du monde. Mertesacker est associé à Arne Friedrich en défense centrale et l'Allemagne termine troisième de la compétition. Il délivre de bonnes performances et sauve son équipe juste devant les cages lors du huitième de finale contre l'Angleterre alors que Manuel Neuer avait déserté sa cage en voulant tacler un attaquant anglais. Il n’empêchera pas la défaite contre l'Espagne.
Deux ans plus tard, il fait partie des joueurs sélectionnés par Low pour disputer l'Euro 2012 mais revenant de blessure, il passe la totalité de la compétition sur le banc de la Nationalmannschaft laissant Mats Hummels et Holger Badstuber prendre les places de titulaires en défense centrale.
Mais, une fois, l'Euro terminé, il revient à son poste en profitant notamment des blessures de ses deux suppléants. Le 16 octobre 2012, il inscrit son deuxième but en sélection contre la Suède mais doit essuyer les critiques de la presse. Son équipe qui menait 4 à 0 jusqu'à la 60e minute de jeu, s'est fait rejoindre au score par son adversaire en moins de 30 minutes, pour un score final de 4-4,.
Malgré la forte concurrence à son poste, Mertesacker est de nouveau reconduit au poste de titulaire en défense centrale pour la Coupe du monde 2014 aux côtés de Mats Hummels. Il est titularisé lors des quatre premiers matchs de la compétition avant d'être écarté par Joachim Löw au profit de Jérôme Boateng après le match contre l'Algérie. Il réapparaît néanmoins encore deux fois lors du tournoi. À la 45e minute de la demi-finale contre le Brésil (remporté 7 à 1) et lors de la dernière minute de jeu, en finale contre l'Argentine. En remportant le match, Mertesacker remporte la Coupe du monde 2014. Le 15 août 2014, il annonce qu'il prend sa retraite internationale.

## Carrière d'entraîneur
En juillet 2018, Mertesacker devient entraîneur de l'équipe réserve d'Arsenal. Mertesacker est nommé entraîneur adjoint de Fredrik Ljungberg lorsque celui-ci remplace provisoirement Unai Emery, licencié, sur le banc de l'équipe première d'Arsenal le 29 novembre 2019.

## Statistiques
| Saison                | Club                  | Championnat           | Championnat | Championnat | Coupe nationale | Coupe nationale | Coupe de la Ligue | Coupe de la Ligue | Supercoupe | Supercoupe | Compétition(s) continentale(s) | Compétition(s) continentale(s) | Compétition(s) continentale(s) | Total | Total |
| Saison                | Club                  | Division              | M.          | B.          | M.              | B.              | M.                | B.                | M.         | B.         | Comp.                          | M.                             | B.                             | M.    | B.    |
| 2003-2004             | Hanovre 96            | Bundesliga            | 13          | 0           | 1               | 0               | 0                 | 0                 | -          | -          | -                              | -                              | -                              | 14    | 0     |
| 2004-2005             | Hanovre 96            | Bundesliga            | 31          | 2           | 4               | 1               | 0                 | 0                 | -          | -          | -                              | -                              | -                              | 35    | 3     |
| 2005-2006             | Hanovre 96            | Bundesliga            | 30          | 5           | 3               | 0               | 0                 | 0                 | -          | -          | -                              | -                              | -                              | 33    | 5     |
| Sous-total            | Sous-total            | Sous-total            | 74          | 7           | 8               | 1               | 0                 | 0                 | -          | -          | -                              | -                              | -                              | 82    | 8     |
| 2006-2007             | Werder Brême          | Bundesliga            | 25          | 2           | 0               | 0               | 0                 | 0                 | -          | -          | C1+C3                          | 5+5                            | 1+1                            | 35    | 4     |
| 2007-2008             | Werder Brême          | Bundesliga            | 32          | 1           | 3               | 0               | 1                 | 0                 | -          | -          | C1+C3                          | 7+4                            | 0+0                            | 47    | 1     |
| 2008-2009             | Werder Brême          | Bundesliga            | 23          | 2           | 3               | 1               | -                 | -                 | -          | -          | C1+C3                          | 6+7                            | 1+0                            | 39    | 4     |
| 2009-2010             | Werder Brême          | Bundesliga            | 33          | 5           | 6               | 0               | -                 | -                 | 1          | 1          | C3                             | 12                             | 0                              | 52    | 6     |
| 2010-2011             | Werder Brême          | Bundesliga            | 30          | 2           | 2               | 0               | -                 | -                 | -          | -          | C1                             | 7                              | 0                              | 39    | 2     |
| 2011-2012             | Werder Brême          | Bundesliga            | 4           | 0           | 0               | 0               | -                 | -                 | -          | -          | -                              | -                              | -                              | 4     | 0     |
| Sous-total            | Sous-total            | Sous-total            | 147         | 12          | 14              | 1               | 1                 | 0                 | 1          | 1          | -                              | 53                             | 3                              | 216   | 17    |
| 2011-2012             | Arsenal FC            | Premier League        | 21          | 0           | 1               | 0               | -                 | -                 | -          | -          | C1                             | 5                              | 0                              | 27    | 0     |
| 2012-2013             | Arsenal FC            | Premier League        | 34          | 3           | 3               | 0               | 1                 | 0                 | -          | -          | C1                             | 6                              | 0                              | 44    | 3     |
| 2013-2014             | Arsenal FC            | Premier League        | 35          | 2           | 6               | 1               | 1                 | 0                 | -          | -          | C1                             | 10                             | 0                              | 52    | 3     |
| 2014-2015             | Arsenal FC            | Premier League        | 35          | 0           | 4               | 2               | 0                 | 0                 | 0          | 0          | C1                             | 9                              | 0                              | 48    | 2     |
| 2015-2016             | Arsenal FC            | Premier League        | 24          | 0           | 3               | 0               | 2                 | 0                 | 1          | 0          | C1                             | 6                              | 0                              | 36    | 0     |
| 2016-2017             | Arsenal FC            | Premier League        | 1           | 0           | 1               | 0               | 0                 | 0                 | 0          | 0          | C1                             | 0                              | 0                              | 2     | 0     |
| 2017-2018             | Arsenal FC            | Premier League        | 5           | 1           | 1               | 1               | 1                 | 0                 | 0          | 0          | C3                             | 3                              | 0                              | 10    | 2     |
| Sous-total            | Sous-total            | Sous-total            | 150         | 5           | 18              | 3               | 4                 | 0                 | 2          | 0          | -                              | 36                             | 0                              | 210   | 8     |
| Total sur la carrière | Total sur la carrière | Total sur la carrière | 371         | 24          | 40              | 5               | 5                 | 0                 | 3          | 1          | -                              | 89                             | 3                              | 508   | 33    |

### Buts en sélection
| Buts en sélections de Per Mertesacker | Buts en sélections de Per Mertesacker | Buts en sélections de Per Mertesacker    | Buts en sélections de Per Mertesacker | Buts en sélections de Per Mertesacker | Buts en sélections de Per Mertesacker | Buts en sélections de Per Mertesacker   |
| #                                     | Date                                  | Lieu                                     | Adversaire                            | Score                                 | Résultats                             | Compétitions                            |
| ------------------------------------- | ------------------------------------- | ---------------------------------------- | ------------------------------------- | ------------------------------------- | ------------------------------------- | --------------------------------------- |
| 1                                     | 15 juin 2005                          | Commerzbank-Arena, Francfort-sur-le-Main | Australie                             | 2-1                                   | 4-3                                   | Coupe des confédérations 2005           |
| 2                                     | 16 octobre 2012                       | Olympiastadion, Berlin                   | Suède                                 | 3-0                                   | 4-4                                   | Éliminatoires de la Coupe du monde 2014 |
| 3                                     | 10 septembre 2013                     | Tórsvøllur, Torshavn                     | Îles Féroé                            | 1-0                                   | 3-0                                   | Éliminatoires de la Coupe du monde 2014 |
| 4                                     | 19 novembre 2013                      | Stade de Wembley, Londres                | Angleterre                            | 1-0                                   | 1-0                                   | Match amical                            |

## Palmarès

### En club
- Arsenal
  - Vainqueur de la FA Cup en 2014, 2015 et 2017
  - Vainqueur du Community Shield en 2014, 2015 et 2017
- Werder Brême
  - Vainqueur de la Coupe de la Ligue en 2006
  - Vainqueur de la Coupe d'Allemagne en 2009
  - Finaliste de la Coupe UEFA en 2009
  - Vainqueur de la Supercoupe d'Allemagne en 2009

### En sélection
- Allemagne
  - Vainqueur de la Coupe du monde 2014.
  - Finaliste du Championnat d'Europe 2008.
  - Demi-Finaliste du Championnat d'Europe 2012.
  - Troisième de la Coupe du monde 2006.
  - Troisième de la Coupe du monde 2010.
  - Troisième de la Coupe des confédérations 2005.